# Abendständchen

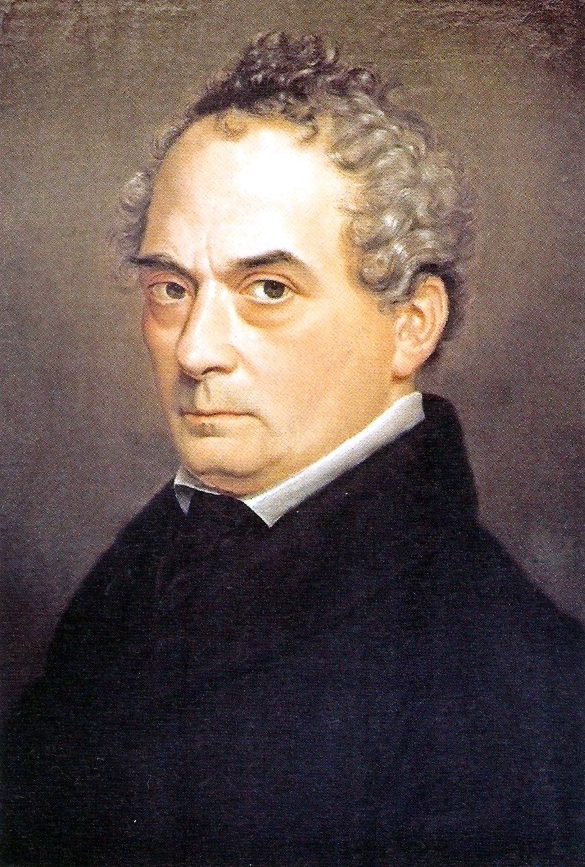
Clemens Brentano (nach 1833)

Abendständchen ist ein Gedicht von Clemens Brentano aus dem Jahr 1802. Es ist in das Singspiel „Die lustigen Musikanten“ eingelegt.

## Struktur
Das Gedicht besteht aus zwei Strophen. Die Strophenform ist ein Vierzeiler mit weiblich gereimten trochäischen Vierhebern.

## Wortlaut
Hebungen sind in der ersten Strophe kursiv gesetzt. Die Schreibung folgt der Frankfurter Brentano-Ausgabe FBA 12.
Hör‘, es klagt die Flöte wieder,
Und die kühlen Brunnen rauschen.
Golden weh‘n die Töne nieder,
Stille, stille, laß uns lauschen!
Holdes Bitten, mild Verlangen,
Wie es süß zum Herzen spricht!
Durch die Nacht, die mich umfangen,
Blickt zu mir der Töne Licht.

## Interpretation
Nach Killy wirke das Gedicht apperzeptiv, so dass die Wand zwischen Natur und Seele durchlässig erscheine. Wenn der Mensch feinfühlig apperzipiere, werde er unter Umständen seiner Grenzen gewärtig. Brentano hebe nun mit seinen Worten jene Grenzen auf. Sinnsuche hinter Brentanos zauberhaften Bildern sei meist vergeblich. So etwas wie Musik erhebe sich zwar aus den Versen, nicht aber Bedeutung.

## Rezeption
- Nach Schulz[5] artikuliere sich in dem Gedicht der Synästhetiker Brentano.
- Riley[6] und Schultz[7] nennen weiter führende Untersuchungen: H. Rüdiger (1952), Albrecht Schöne (Die deutsche Lyrik, Bd. 2: Von der Spätromantik bis zur Gegenwart. Benno von Wiese (Hrsg.), Düsseldorf 1956, S. 11–18) und Otto Eberhardt (Anregung 24, München 1978, S. 308–317).

### Vertonungen
Johannes Brahms: Drei Gesänge für sechsstimmigen Chor a cappella, op. 42, Nummer 1.

### Zitierte Textausgabe
- FBA 12: Hartwig Schultz (Hrsg.): Die lustigen Musikanten. Singspiel. S. 797–877 in Jürgen Behrens (Hrsg.), Wolfgang Frühwald (Hrsg.), Detlev Lüders (Hrsg.): Clemens Brentano. Sämtliche Werke und Briefe. Band 12. Dramen I. 970 Seiten. Leinen. W. Kohlhammer, Stuttgart 1982, ISBN 3-17-007043-6